# Повчине
По́вчине — село в Україні, у Звягельському районі Житомирської області. Населення становить 608 осіб. Входить до складу Піщівської сільської громади.

## Історія
Колишні назви Повчини, Повчин,село Піщівської волості Новоград-Волинського повіту Волинської губернії. Відстань від повітового міста 26 верст, від волості 8. Дворів 77, мешканців 536.

## Населення

### Мова
Розподіл населення за рідною мовою за даними перепису 2001 року:
| Мова       | Кількість | Відсоток |
| ---------- | --------- | -------- |
| українська | 596       | 98.03%   |
| російська  | 11        | 1.81%    |
| білоруська | 1         | 0.16%    |
| Усього     | 608       | 100%     |

## Пам'ятники
У листопаді 2007 року у селі демонтовано пам'ятник Володимиру Леніну.

## Уродженці
- Микола Петрович Сорока (* 1952) — народний депутат України 7-го скликання
- Юхимчук Олександр Володимирович (1973—2015) — старший сержант Збройних сил України, учасник війни на сході України.